# Ferdinando Gandolfi
Ferdinando Gandolfi (né le 5 janvier 1967 à Gênes) est un joueur de water-polo italien.
Il remporte le titre olympique aux Jeux de Barcelone en 1992, en marquant le but décisif lors du 7e temps supplémentaire contre la nation hôte.